# Jan Broeckx
Jan Broeckx (ur. 18 kwietnia 1961 w Antwerpii) – belgijski tancerz baletu klasycznego, pedagog.

## Życiorys
W wieku ośmiu lat rozpoczął naukę w Królewskiej Szkole Baletowej w Antwerpii. W 1979 roku otrzymał prestiżową nagrodę taneczną w konkursie Prix de Lausanne, w roku 1986 wybrany został Artystą Roku w Monachium. Jest profesorem w Akademii Baletowej przy Wyższej Szkole Teatru i Muzyki w Monachium (Ballett-Akademie Hochschule für Musik und Theater, München), gdzie pełni funkcję dyrektora.
Pracował z wieloma sławnymi artystami, jak Rudolf Nuriejew, Peter Schaufuss, jako partner występował z Evą Evdokimovą, Alessandrą Ferri, Dominique Khalfouni, Lucią Lacarrą, Evelyne Desutter, Altinai Asymuratovą.
Jego główne role z repertuaru klasycznego to: Franz (Coppélia), Sylfida, Don Kichot, Le spectre de la rose (Widmo róży), Giselle, Romeo i Julia, Śpiąca Królewna, Córka źle strzeżona.
Roland Petit nominował go „danceur etoile” w swoim zespole Ballet National de Marseille, gdzie Broeckx tańczył wszystkie główne role z jego repetytorium: Lohman (Błękitny anioł), Christian (Cyrano de Bergerac), Don José (Carmen), Franz (Coppélia), Książę (Śpiąca królewna), Upiór w operze, Dziadek do orzechów, pas de deux w Ma Pavlova, w Morel et St-Loup i w Prisoniére (Proust ou les Intermittance du Couer), Le Jeune Homme et la Mort, Tout Satie, Valentine’s Love Songs, Les Valses de Ravel, Le pas de deux Quartet, La Chauve Souris, Les Forains, Le Diable Amoureux (w duecie z Alessandrą Ferri).
Towarzyszył Zizi Jeanmaire w „Java Forever” w Berlinie w 1989 roku.
Na prośbę Sylvie Guillem, towarzyszył jej w tournèe „Sylvie Guillem and friends”, w Japonii.
Gdy Roland Petit opuścił Ballet National de Marseille, Broeckx zdecydował się towarzyszyc mu jako asystent.
Obecnie, od roku 2010, Broeckx sprawuje funkcję dyrektora Akademii Baletowej przy Wyższej Szkole Muzyki i Teatru w Monachium, współprowadzi również Bayerisches Staatsballett II / Junior Company przy Bawarskim Balecie Państwowym.

## Kariera taneczna
- solista w Królewskim Balecie Flandryjskim 1978-1981
- solista w Operze Niemieckiej w Berlinie 1981-1984
- pierwszy solista w Bawarskim Balecie Państwowym w Monachium 1984-1986
- „Danseur Etoile” w Narodowym Balecie Marsylii pod dyrekcją Rolanda Petit 1986-2002

### Jako asystentRolanda Petita
- Paryska Opéra Garnier (Clavigo, Carmen, Jeune Homme et la Mort, Les Forains, Notre-Dame de Paris)
- Teatr La Scala W Mediolanie (Carmen, Notre-Dame de Paris)
- Teatr Bolszoj w Moskwie (Notre Dame de Paris)
- Teatr Maryjski (były Balet Kirowa) w Rosji (Le Jeune Homme et la Mort, Carmen)
- Opera Niemiecka w Berlinie (Proust ou les Intermittences du Coeur)
- Teatr Politeama w Palermo (Le Diable Amoureux, Tout Satie)
- Teatro Colón w Argentynie (Notre Dame de Paris)
- Teatro Comunale we Florencji (Tout Satie, Proust ou les Intermittences du Coeur)
- Balet Narodowy Chiński w Pekinie (Pink Floyd Ballett)
- Asami Maki Ballet w Tokio (Pink Floyd Ballett, Notre-Dame de Paris)

### Gościnnie jako tancerz
- La Scala, Mediolan, Włochy
- Teatro Comunale we Florencji, Włochy
- Teatro Politeamo w Palermo, Włochy
- Het National Ballet w Amsterdamie, Holandia
- Ballet de Nancy, Nancy, Francja
- Bawarski Balet Państwowy w Monachium, Niemcy
- Królewski Balet Flandryjski, Antwerpia, Belgia

### Gale taneczne
- Galà des Etoiles w Montrealu, Kanada
- Londyński Festiwal Baletowy, Anglia
- Gala im. Wacława Niżyńskiego w Hamburgu, Niemcy
- Heinz Bosl Gala w Monachium, Niemcy
- Wiedeński Festiwal Baletowy, Austria
- Tokyo World Ballet Festival, Japonia
- Sylvie Guillem and Friends Gala (tourneè, Japonia)

## Baletmistrz
- La Scala, Mediolan 2002-2004
- Opernhaus, Zurych 2004-2006

## Produkcje telewizyjne
- Le diable Amoreux (z Alessandrą Ferri)
- Gala 25-lecia Baletu Narodowego w Marsylii (z Altinai Asylmuratovą)
- Roland Petit opowiada... (z Lucią Lacarrą)